# Les Angles-sur-Corrèze
Les-Angles-sur-Corrèze ist eine französische Gemeinde mit 126 Einwohnern (Stand 1. Januar 2022) im Département Corrèze in der Region Nouvelle-Aquitaine. Die Gemeinde ist Mitglied des Gemeindeverbandes Tulle Agglo.

## Geografie
Die Gemeinde liegt im Zentralmassiv, ungefähr acht Kilometer nördlich von Tulle, der Präfektur des Départements.

### Nachbargemeinden
Nachbargemeinden sind im Norden Bar, im Westen Naves und im Osten Gimel-les-Cascades.

## Geschichte
Der Ort wurde urkundlich erstmals im 15. Jahrhundert unter dem Namen Anguli erwährt. Der Name bezieht sich auf die ursprüngliche Form des Ortes, die dem eines Keiles sehr ähnlich war.

## Einwohnerentwicklung
| Jahr      | 1962 | 1968 | 1975 | 1982 | 1990 | 1999 | 2007 | 2016 |
| Einwohner | 72   | 72   | 66   | 94   | 111  | 108  | 102  | 109  |